# Mise en demeure en droit français
En droit français, la mise en demeure (du latin mora, retard) est une interpellation formelle qui peut se faire sous diverses formes :

## Formes de mise en demeure
1. par un acte réglementaire, tel qu'un arrêté préfectoral
2. par un acte extra-judiciaire (par exploit d'huissier) ;
3. par une simple lettre, dont le second envoi s’appellera lettre de relance[1] ;
4. ou par la survenue d'un évènement prévu par accord entre les deux parties comme valant mise en demeure.

Dans les deux premiers cas, il faut indiquer dans la lettre que ce courrier vaut mise en demeure d'avoir à exécuter formellement une obligation.

## Éléments
La mise en demeure doit :
- comporter la date de sa rédaction, les coordonnées du destinataire ;
- résumer le problème ;
- demander un règlement ;
- fixer un délai pour la résolution du problème ;
- mentionner les coordonnées de l'expéditeur et sa signature ;
- inclure dans son texte l'expression « mise en demeure ».

La mise en demeure déclenche les intérêts de retard mais elle constitue surtout un moyen de pression pour inciter officiellement une personne à s'acquitter de ses obligations.
Si le débiteur ne donne aucun signe de vie après la mise en demeure, ou s'il refuse de s'y conformer, le créancier a le choix de poursuivre ou non le débiteur en justice.

## Dispositions légales
Le régime de la mise en demeure est inclus dans le code civil, dans le code monétaire et financier et dans le code des procédures civiles d'exécution (pour le recouvrement amiable des créances).
Les conditions d'une mise en demeure sont dans les cas généraux posées par le code civil. Cependant, certaines exceptions existent, par exemple en matière d'assurances.
Les principaux articles concernés du code civil, dans sa version modifiée au 1er octobre 2016, sont les 1231, 1231-5, 1344, 1344-1, 1344-2.
La mise en demeure est aussi évoquée dans le cadre des articles L214-36, L214-145, L431-4, L431-7-3, L512-80, L571-4, L572-2, D431-2 du Code Monétaire et Financier.

## Jurisprudence

### Abus
Une mise en demeure abusive peut engendrer la condamnation à des dommages-intérêts :
Par jugement en date du 16 décembre 2010, dans une instance HRICH c/ NUMERICABLE, le tribunal d'instance de Vanves a condamné l'opérateur Numericable à verser 300 euros de dommages-intérêts pour avoir mis en demeure un abonné de payer des factures en dédaignant sa demande de résiliation en période d'engagement. À l'appui de sa condamnation, le juge de Vanves confirme la validité de la résiliation notifiée par une société tierce et reproche à NUMERICABLE de n'avoir pas hésité à mettre en demeure son abonné pour obtenir le paiement de factures alors que l'abonnement était bien résilié. Le juge de proximité dispose que :
« Monsieur HRICH avait bien résilié son abonnement mais par la suite la société NUMERICABLE n'a eu de cesse de lui envoyer des factures avec le montant de cet abonnement et ensuite la mise en demeure d'en régler le montant par une société de recouvrement de créances. Il convient d'évaluer le préjudice de Monsieur HRICH à la somme de 300 euros. La société NUMERICABLE succombant, supportera les dépens. »

### Déclaration de créance
La Cour de cassation a jugé qu'une déclaration de créances dans le cadre d'une procédure collective opérait mise en demeure : "la déclaration de créance, qui vaut mise en demeure, rend inutile la délivrance d'une mise en demeure par acte extrajudiciaire".